# Aire urbaine de Bernay
L'aire urbaine de Bernay est une aire urbaine française centrée sur la ville de Bernay.

## Caractéristiques
D'après la définition qu'en donne l'INSEE, l'aire urbaine de Bernay est composée de 17 communes, situées dans l'Eure. Ses 18 307 habitants font d'elle la 273e aire urbaine de France.
2 communes de l'aire urbaine sont des pôles urbains.
Le tableau suivant détaille la répartition de l'aire urbaine sur le département (les pourcentages s'entendent en proportion du département) :
| Département | Communes | Communes (%) | Superficie (km²) | Superficie (%) | Population (1999) | Population (%) |
| ----------- | -------- | ------------ | ---------------- | -------------- | ----------------- | -------------- |
| Eure        | 17       | 2,5          | 166,01           | 2,7            | 18 307            | 3,4            |

## Communes
Voici la liste des communes françaises de l'aire urbaine de Bernay.
| Code INSEE | Commune                       | Type                  | Département | Superficie (km²) | Population (1999) | Densité (hab./km²) |
| ---------- | ----------------------------- | --------------------- | ----------- | ---------------- | ----------------- | ------------------ |
| 27056      | Bernay                        | Pôle urbain           | Eure        | +0024,03         | +00011 024,       | +00458,76          |
| 27079      | Boissy-Lamberville            | Commune monopolarisée | Eure        | +0008,08         | +00 000276,       | +00034,16          |
| 27106      | Bournainville-Faverolles      | Commune monopolarisée | Eure        | +0006,96         | +00 000425,       | +00061,06          |
| 27129      | Caorches-Saint-Nicolas        | Commune monopolarisée | Eure        | +0011,78         | +00 000564,       | +00047,88          |
| 27179      | Courbépine                    | Commune monopolarisée | Eure        | +0011,91         | +00 000619,       | +00051,97          |
| 27239      | Ferrières-Saint-Hilaire       | Commune monopolarisée | Eure        | +0009,84         | +00 000354,       | +00035,98          |
| 27295      | Grand-Camp                    | Commune monopolarisée | Eure        | +0014,11         | +00 000453,       | +00032,1           |
| 27381      | Malouy                        | Commune monopolarisée | Eure        | +0003,14         | +000 00098,       | +00031,21          |
| 27398      | Menneval                      | Pôle urbain           | Eure        | +0006,63         | +0 0001 322,      | +00199,4           |
| 27460      | Plainville                    | Commune monopolarisée | Eure        | +0006,41         | +00 000205,       | +00031,98          |
| 27463      | Plasnes                       | Commune monopolarisée | Eure        | +0016,06         | +00 000618,       | +00038,48          |
| 27516      | Saint-Aubin-le-Vertueux       | Commune monopolarisée | Eure        | +0015,12         | +00 000822,       | +00054,37          |
| 27523      | Saint-Clair-d'Arcey           | Commune monopolarisée | Eure        | +0011,61         | +00 000325,       | +00027,99          |
| 27569      | Saint-Martin-du-Tilleul       | Commune monopolarisée | Eure        | +0005,15         | +00 000269,       | +00052,23          |
| 27600      | Saint-Quentin-des-Isles       | Commune monopolarisée | Eure        | +0004,           | +00 000236,       | +00059,            |
| 27608      | Saint-Victor-de-Chrétienville | Commune monopolarisée | Eure        | +0005,81         | +00 000376,       | +00064,72          |
| 27667      | Valailles                     | Commune monopolarisée | Eure        | +0005,37         | +00 000321,       | +00059,78          |
|            | Total                         |                       |             | +0166,01         | +00018 307,       | +00110,28          |